# Хайвілер
Хайвілер (high wheeler) - це тип старовинного автомобіля, який використовує колеса дуже великого діаметру, подібні до тих, що використовуються в кінних транспортних засобах. Дослівно назву можна перекласти як "висококолісний автомобіль".
Ці автомобілі випускалися з кінця 19 століття і приблизно до 1915 року, переважно у США, з їх величезною територією, відсутністю розвиненої мережі доріг з твердим покриттям і розповсюдженим фермерством. Саме там ці автомобілі набули великої популярності, як транспортний засіб для використання за межами великих міст, там, де не було гарних доріг. Колеса великого діаметру були призначені забезпечити достатній кліренс на ґрунтових дорогах за межами населених пунктів і повинні були запобігти зануренню кузова автомобіля у багнюку. Завдяки широкій колії хайвілери пристосовувалися до звичайних гужових шляхів.
Хайвілери походять від візків, запряжених кіньми, і часто були їх переробкою. Подібно до цих візків, вони часто мають колеса з дерев’яними спицями, підвіску та прямокутні коробчасті дерев’яні кузови.
Ці автомобілі випускалися в багатьох варіантах кузова. Найпоширенішими були фургони, ранебаути, родстери і багі. 
Справжній розквіт висококолісних авто почався з 1906 року, близько 70 автовиробників мали такі транспортні засоби у своєму асортименті. Великою перевагою хайвілерів було те, що вони були значно дешевше, ніж стандартні авто. Так, наприклад, у 1910 році Ford T коштував приблизно утричі дорожче, ніж деякі хайвілери. Але вже скоро розпочався занепад хайвілерів, бо стандартні автомобілі стали більш технічно досконалими, зручними та дешевими. Кінець хайвілерів прийшов, коли Ford Model T став стрімко дешевшати з кожним роком. Останні хайвілери були побудовані приблизно в 1915 році.
Термін хайвілер не був поширеним у Європі. Проте у Європі була компанія, яка випускала хайвілери (хоча й не називала їх так): Åtvidabergs Vagnfabrik (Швеція).

Приклади хайвілерів
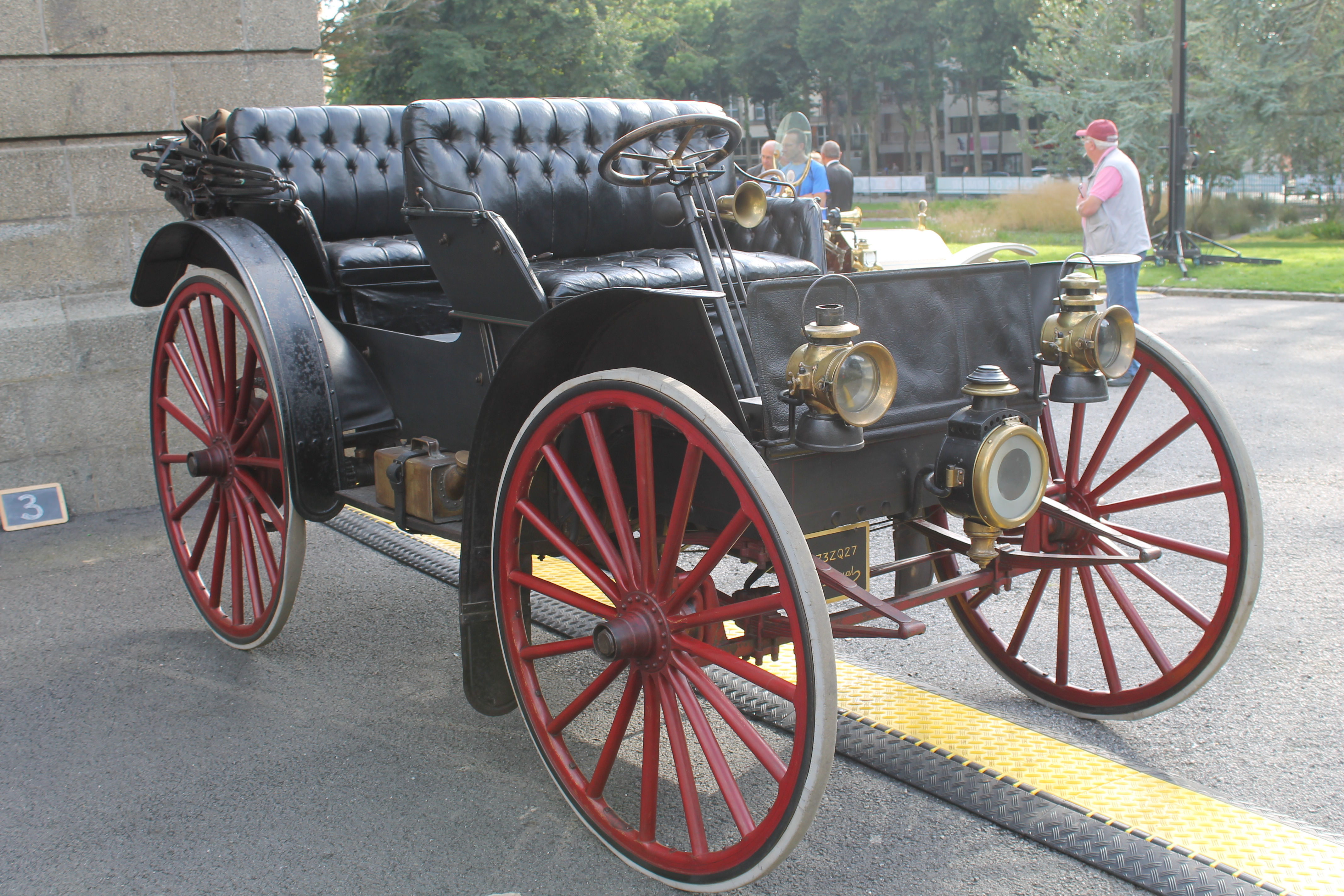
International Harvester Auto-Buggy
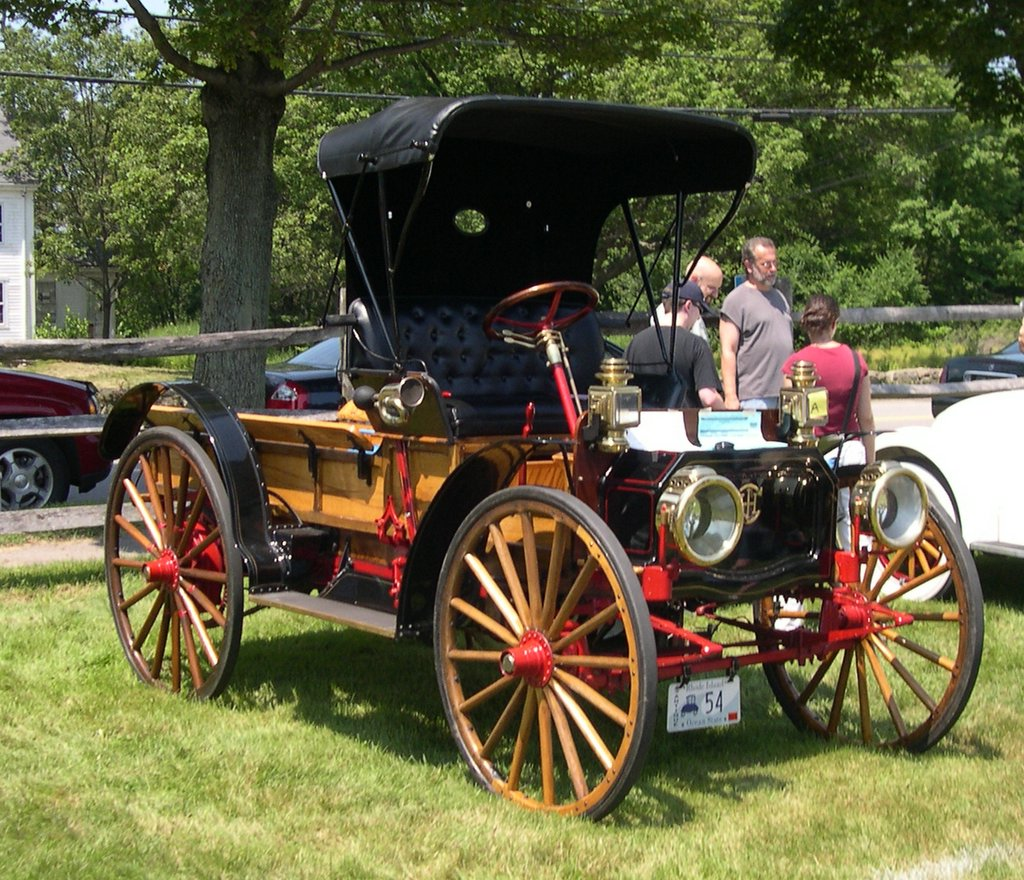
International Harvester Auto Wagon (1911)
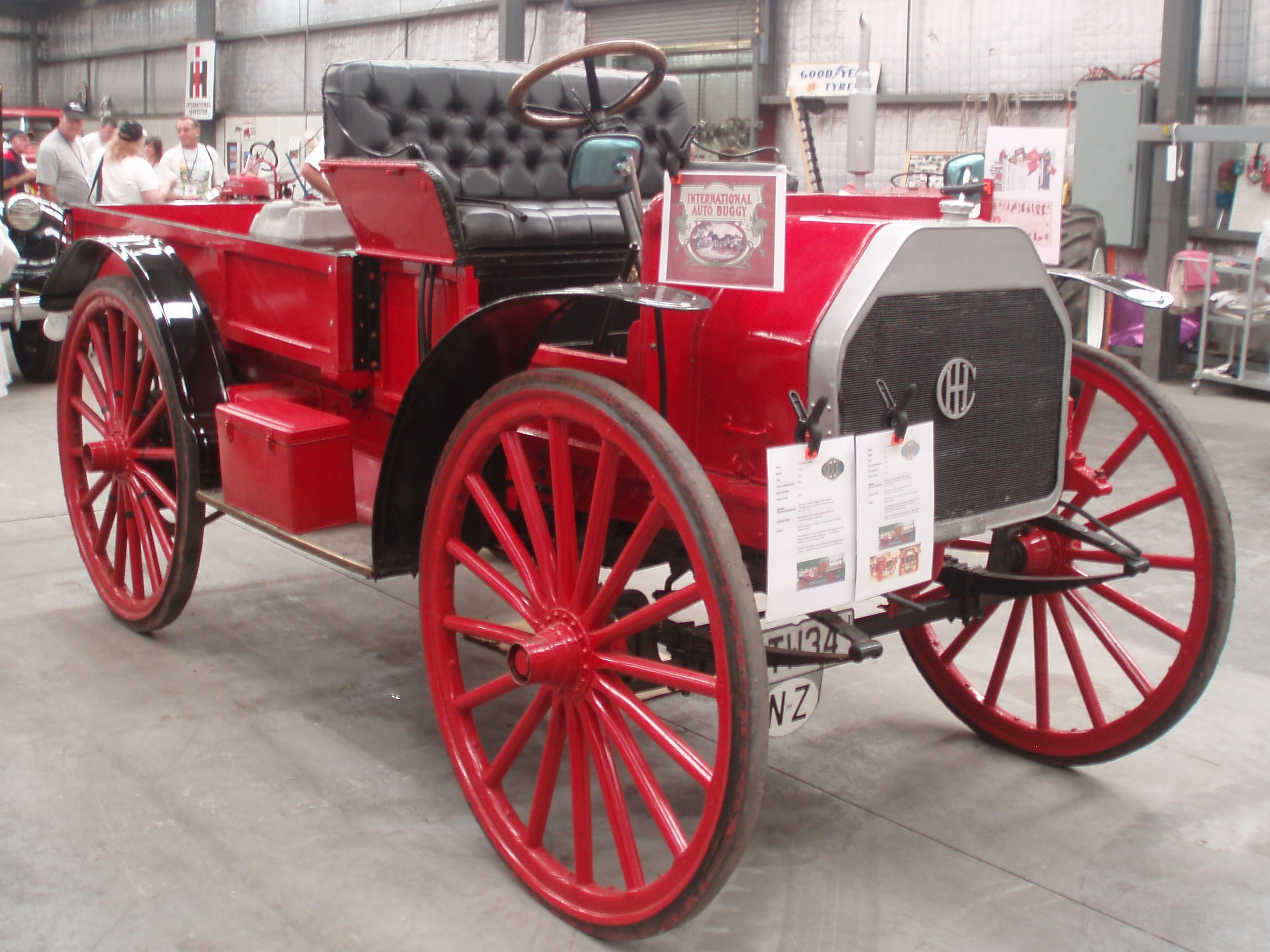
International Harvester Auto Wagon
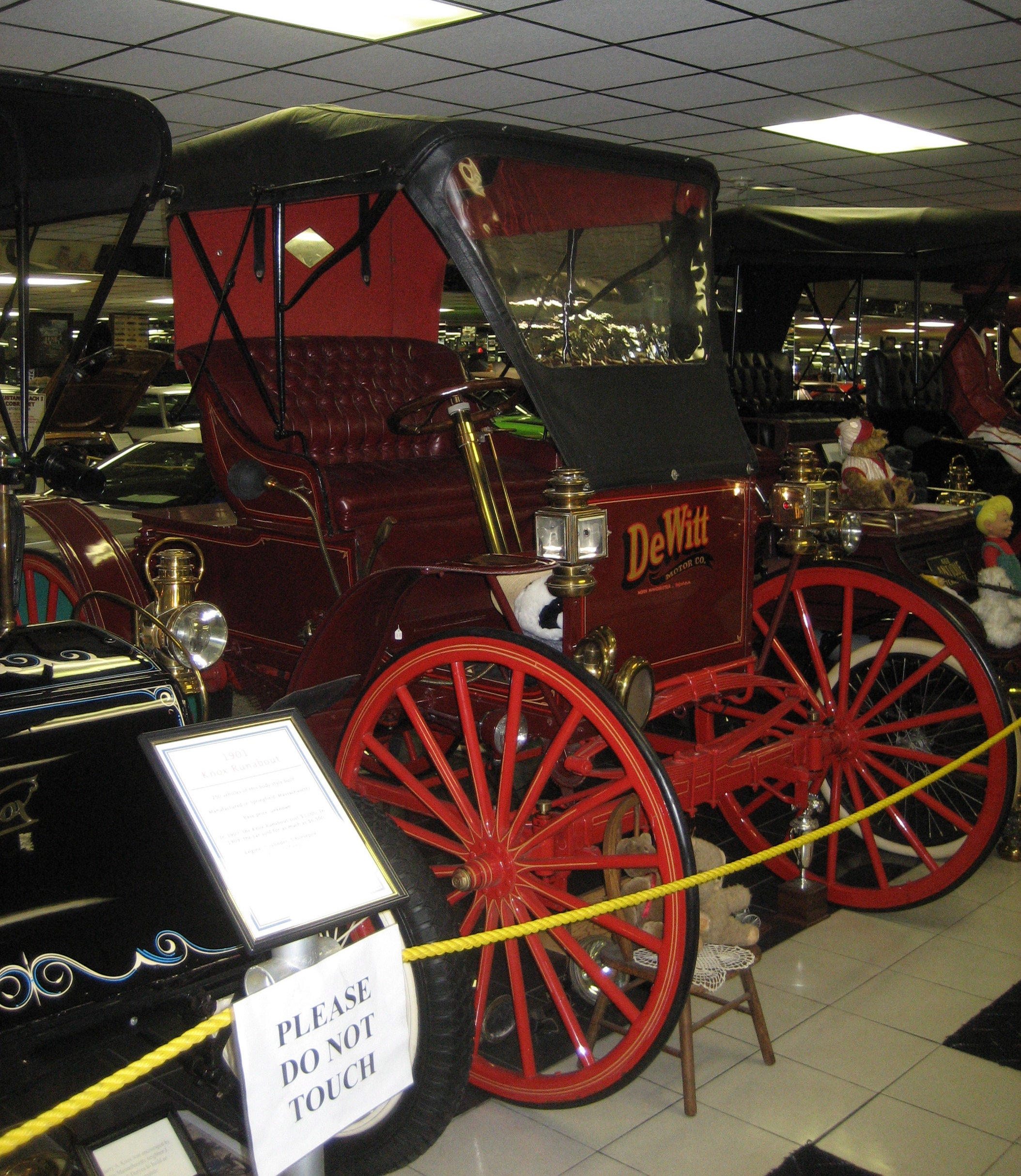
DeWitt (1909)
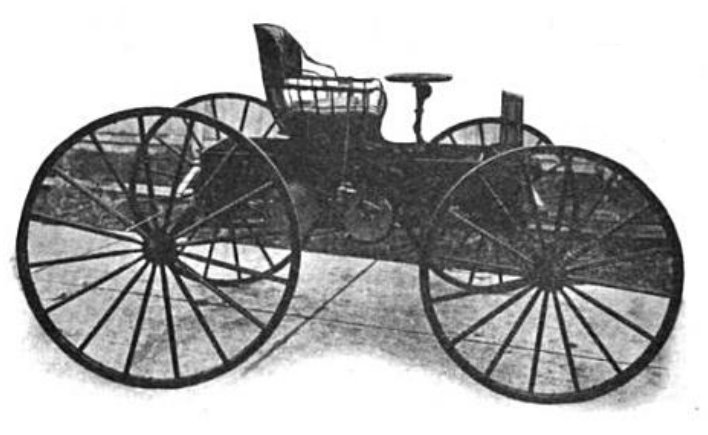
Success High Wheeler (1906)